# Jerzy Frątczak
Jerzy Frątczak (ur. 5 listopada 1941, zm. w lipcu 2019) – polski hokeista.

## Życiorys
Był wychowankiem Włókniarza Zgierz, w którego barwach występował do 1961, w latach 1963-1965 i 1968-1972. W latach 1961–1963 reprezentował barwy Legii Warszawa, wraz z którą zdobył mistrzostwo Polski wicemistrzostwo Polski w sezonie 1961/1962 i mistrzostwo Polski w sezonie 1962/1963. Był także zawodnikiem ŁKS-u Łódź (1965-1968). 
W latach 1963–1966 wystąpił w 20 spotkaniach reprezentacji Polski seniorów, zdobywając cztery bramki, zagrał też w 8. spotkaniach nieoficjalnych i brany był pod uwagę przed igrzyskami olimpijskimi w Innsbrucku w 1964, lecz z turnieju wykluczyła go nabyta w tym czasie kontuzja.